# 치지마츠 사치코
치지마츠 사치코(일본어: 千々松 幸子 ちぢまつ さちこ[*], 1937년 11월 30일~)는 일본의 여성 성우, 내레이터이다. 81 프로듀스 소속이다. 본명은 스에츠네 사치코, 후쿠오카현 출신이다.

## 출연 작품
- 강철 지그 - 치에
- 거인의 별
- 게게게의 키타로 - 토미코(1기),입이 큰 여인(1기),카요(1기),산페이(2기),소년(2기)
- 괴물군
- 개구리 중사 케로로 - 케로로의 어머니
- 그레이트 마징가 - 시라토리 하루나
- 꿀벌 마야의 모험 - 꿀벌과 나비,달팽이의 어머니
- 날아라 태극호 - 왕자
- 날아라 호빵맨 - 마이마이의 엄마(초대),생강초 엄마,리처드 펄 여왕
- 도라에몽 - 오진숙(노진구의 엄마)
- 들장미 소녀 캔디 - 지미
- 루팡 3세(1기) - 소녀
- 마법사 샐리 - 카브(데뷔작)
- 무민 - 메소메소
- 명랑 개구리 뽕키치 - 뽕키치
- 맹렬 아타로 - 아이,유령,주부,간모,카코
- 미국 너구리 라스칼
- 사이보그 009 - 001/이완 위스키
- 엄마 찾아 삼만리 - 훌리에타 페피노,베른하르트,니노,하이메
- 우주해적 캡틴 하록 - 카산드라
- 얏타맨 - 니콜,히요 와카마루
- 은하표류 바이팜 - 지미 에릴
- 장화신은 고양이 80일간의 세계일주 - 에스키모 어린이
- 초전자로보 컴배틀러 V - 키타 코스케, 미아, 잇키 모모에
- 침푸이 - 와케나이
- 카리메로 - 뎃파
- 케이온! - 이치몬지 토미
- 코메트 양 - 베탄
- 큐티하니 - 판사1
- 타이거 마스크 - 채피, 아사코, 치즈루, 아코, 타카오카 요코(대역), 간호사, 타카 다로, 소녀, 장난꾸러기1
- 토에이 만화 축제 - 1970년대 예고편 나레이터
- 파이 브레인 신의 퍼즐 - 타네
- 프리큐어 Max Heart 극장판 - 히나타
- 핀치와 펀치 - 핀치
- 힘내라!! 로보콘 - 로보가리